# ナナイ
ナナイ（ナナイ ナナイ語：Нāнай, Нāни，ロシア語：Нанайцы）は、ツングース系の民族。分布は主にアムール川（黒竜江）流域で、ロシア国内に約1万2,000人弱（1989年）おり、中国（中華人民共和国）国内にも居住している。2004年人口調査時の中国における国内人口は4,640人であった。中国内のナナイはホジェン族（Hezhen；赫哲族、拼音: Hèzhézú ホーチョーズー）という呼称が公称となっており、55の少数民族の一つとして認定されている。
ロシアではかつて、ゴルディ（Goldi）、ゴルドないしゴリド（Gol'dy）とも呼ばれた。ロシア連邦に住んでいるナナイの一部ではロシア人との混血が進んでいる。

## 名称・居住域

2010年ロシア国勢調査におけるナナイ居住集落

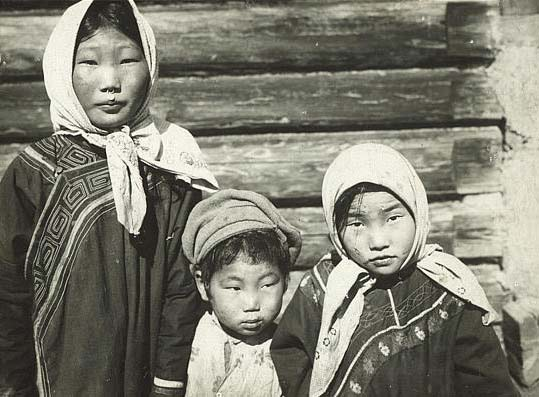
民族衣装ポクト（Pokto）を着たナナイの子どもたち（時期不明）

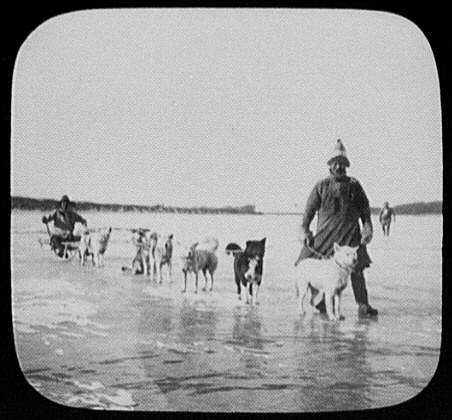
ナナイ人と犬ぞり（1895）

ツングース・満洲語のグループで最も南に分布している。ロシアにおける分布の中心は、ハバロフスク地方のナナイスク地区である。
ナナイの内名（自ら使用する民族名）は「キルン（[kilən]、ナニオ、ナブイ）」または「ホジェン（[χədʑən]、ナナイ）」である。「ナー」は「土地、地面、国、地元」を表し、「ニオ、ブイ、ナイ」は様々な方言で「人」と意味する。「ナナイ」はロシアにおける民族名であり、中国東北部（松花江・ウスリー川がアムール川に注ぐ地域）の住人は「赫哲」と表記され、みずからを「ホジェン」と称する。
一方、ロシア内での自称は「ナーナイ Нāнай、ナーニ Нāни」である。
ロシアの言語学者L.I.セム（Сем Л. И.、L. I. Sem）がキリル文字で「ホジェン（[χədʑən]）」をхэǯэ най  （Hezhe nai） or хэǯэны （Hezheni）と表し、アムール川流域のナナイの内名であり「川の下流に住む人々」という意味だと説明した。これが中国名でナナイを “黑斤” （Heijin）、 “赫哲哈喇” （Hezhehala）、現代中国語で“赫哲” （Hezhe） と呼称する端緒となっている。「赫哲」は、中国においては隋や唐の史書にみえる「靺鞨」と関連づけられることが多い。なお、ウスリー川流域の住人に対しては、アカニ（Akani）、アチャン（Achan）という名も知られている。
下の図は、ロシア国内におけるナナイ人口の推移を示したグラフである。ロシアでは、ナナイはアムール川（黒竜江）の中流、松花江およびウスリー川下流の河間地域に多く住んでいる。少なくとも10のグループがアムール川の北に散らばって住んでおり、かつてギリン川一帯に住んでいたツングース系のサマギル人は、ナナイに同化したとされる。19世紀末葉から20世紀初頭にかけての時期には、ナナイはアムール川に沿って600キロメートル以上、支流に沿って約100キロメートルにわたって分布していたが、文化的・言語的なまとまりがなく、それぞれのグループが孤立していて互いの接触に乏しかったという。なお、加藤九祚（1977年）によれば、ハバロフスク市で最も多く見かけるアジア人はナナイであるという。
中国では、ナナイ（ホジェン族）は黒竜江省東部の黒竜江（アムール川）・ウスリー川・松花江に囲まれた三江平原に多く居住している。中国の2000年国勢調査におけるホジェン族の人口は次の表の通りである。表では20人未満は割愛しているが、少人口ながら中国全土に分布している。黒竜江省・吉林省・遼寧省など中国東北部に9割近くが住んでおり、特に黒竜江省に集中している。黒竜江省内には同江市の街津口ホジェン族郷と八岔ホジェン族郷、饒河県の四排ホジェン族郷の3つのホジェン族の民族郷がある。
| 地区               | 総人口（人）  | ホジェン族 人口（人） | ホジェン族に占める 地域別人口割合（%） | 各地区の少数民族に占める ホジェンの人口割合（%） | 各地区全体に占める ホジェンの人口割合（%） |
| 合計               | 1,245,110,826 | 4,664                 | 100                                    | 0.00443                                          | 0.00037                                    |
| 黒竜江省           | 36,237,576    | 4,250                 | 83.83                                  | 0.22059                                          | 0.01079                                    |
| 吉林省             | 26,802,191    | 190                   | 4.07                                   | 0.00774                                          | 0.00071                                    |
| 北京市             | 13,569,194    | 84                    | 1.80                                   | 0.01435                                          | 0.00062                                    |
| 遼寧省             | 41,824,412    | 82                    | 1.76                                   | 0.00122                                          | 0.00020                                    |
| 内モンゴル自治区   | 23,323,347    | 54                    | 1.16                                   | 0.00111                                          | 0.00023                                    |
| 河北省             | 66,684,419    | 46                    | 0.99                                   | 0.00158                                          | 0.00007                                    |
| 山東省             | 89,971,789    | 33                    | 0.71                                   | 0.00522                                          | 0.00004                                    |
| 新疆ウイグル自治区 | 18,459,511    | 22                    | 0.47                                   | 0.00020                                          | 0.00012                                    |
| 甘粛省             | 25,124,282    | 21                    | 0.45                                   | 0.00095                                          | 0.00008                                    |

ナナイ人に対し、近接するウリチ人はゴルディ（Goldy）、オロチ人はゴジィ（Gogdy）、エヴェンキ人はゴルディフ（Goldykh）、ウデヘ人はマングトゥ（Mangtu）と呼称する。古アジア系のニヴフ人はナナイをヤンティ（Yanty）と呼ぶが、アムール川下流のナナイについてはコルドッキ（Choldoky）の名で呼ぶ。日本でナナイを「コルドッケ」と称することがあるのは、間宮林蔵がニヴフから聞き取った呼称がもとになっている。「ゴリド」「ゴルド」「ゴルジ」「ゴルディ」といった名称は、ナナイ人のなかでも自分たちの川上に住む同胞を指して称することがあり、かつてはこの名称がナナイ人全体を示すものとして広汎に、また、記録用としても用いられた。

## 言語

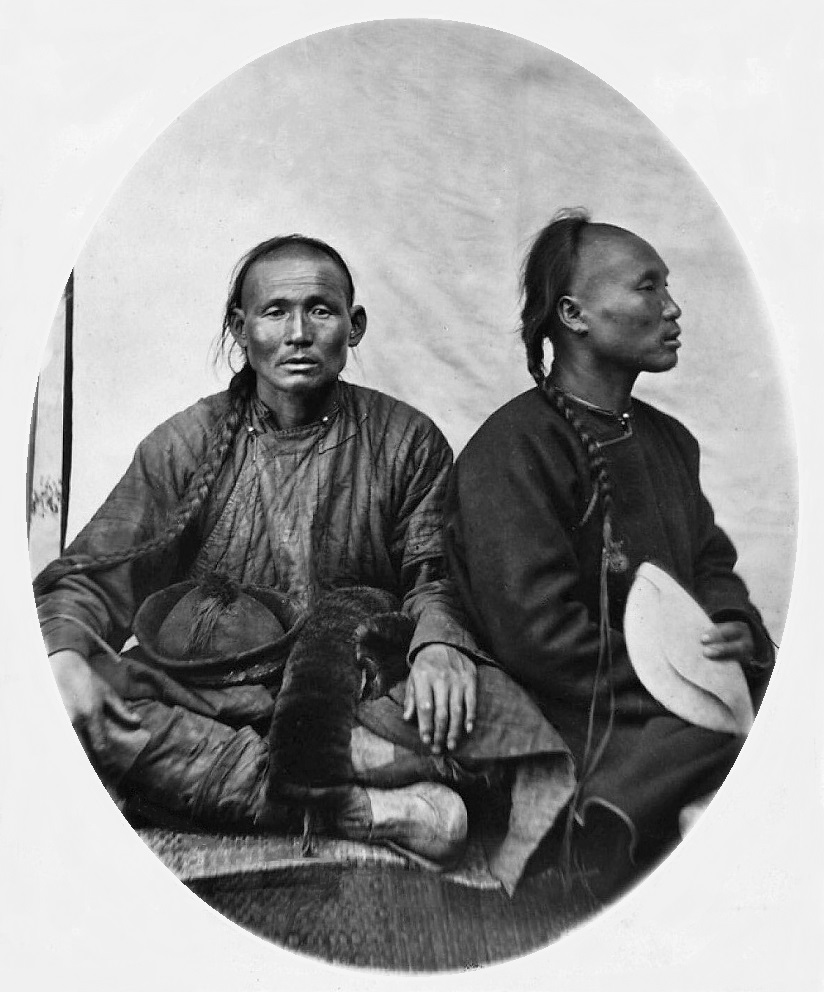
ナナイの男性（1860-70年代）

アムール川流域およびその南方に居住するツングース・満洲語系民族には、ナナイ人のほかウリチ人、オロチ人、エヴェンキ（ネギダール）人、ウィルタ人がおり、ナナイ語はウィルタ語、ウリチ語とともに南ツングース語派に属している。なお、主としてサハリン島（樺太）に住む狩猟漁撈民であったウィルタ人には、自分たちの先祖がロシア極東のアムグン川一帯からトナカイをともなってサハリンに移住したという伝承がのこる。
ナナイ語には上アムールと下アムールの二大方言があり、互いに明瞭に異なっている。文字は1930年代初め、ナイヒン地方の言葉を基本につくられた。
ナナイ人と言語・文化の点で最も近いのはウリチ（オルチャ）の人びとで、居住地はナナイ人よりも下流の一帯である。ウリチの内称は「ナニ」（この土地の人）であり、17世紀から19世紀にかけて北方で展開された、かつての山丹交易にたずさわった「山丹人」に比定されている。ナナイ語はまた、語彙や文法の面でエヴェンキの影響を受けている。
1979年の段階でナナイ人はほぼ全員が二重言語（バイリンガル）状態にあり、93.2パーセントがロシア語を流暢に話し、43.9パーセントのナナイがロシア語を母語とみなしている。ナナイ語を流暢に話す人は63パーセントにすぎず、ナナイ語を母語とするのは55.8パーセントである。1959年から1979年までの20年間で、ロシア語を母語とみなすナナイの人の割合は13.3パーセントから43.9パーセントに増えており、急速なロシア化の傾向が指摘できる。ナナイ語を流暢に話すのは主に年配の世代 (第一言語として) と中年 (第二言語として) であることが、調査の結果判明しており、若い世代はナナイ語を受動的に話せるか、あるいはまったく話せない状況にある。ナナイ語は、コムソモリスク・ナ・アムーレの教員養成学校とサンクトペテルブルクの教員養成大学で教えられている。

## 略史

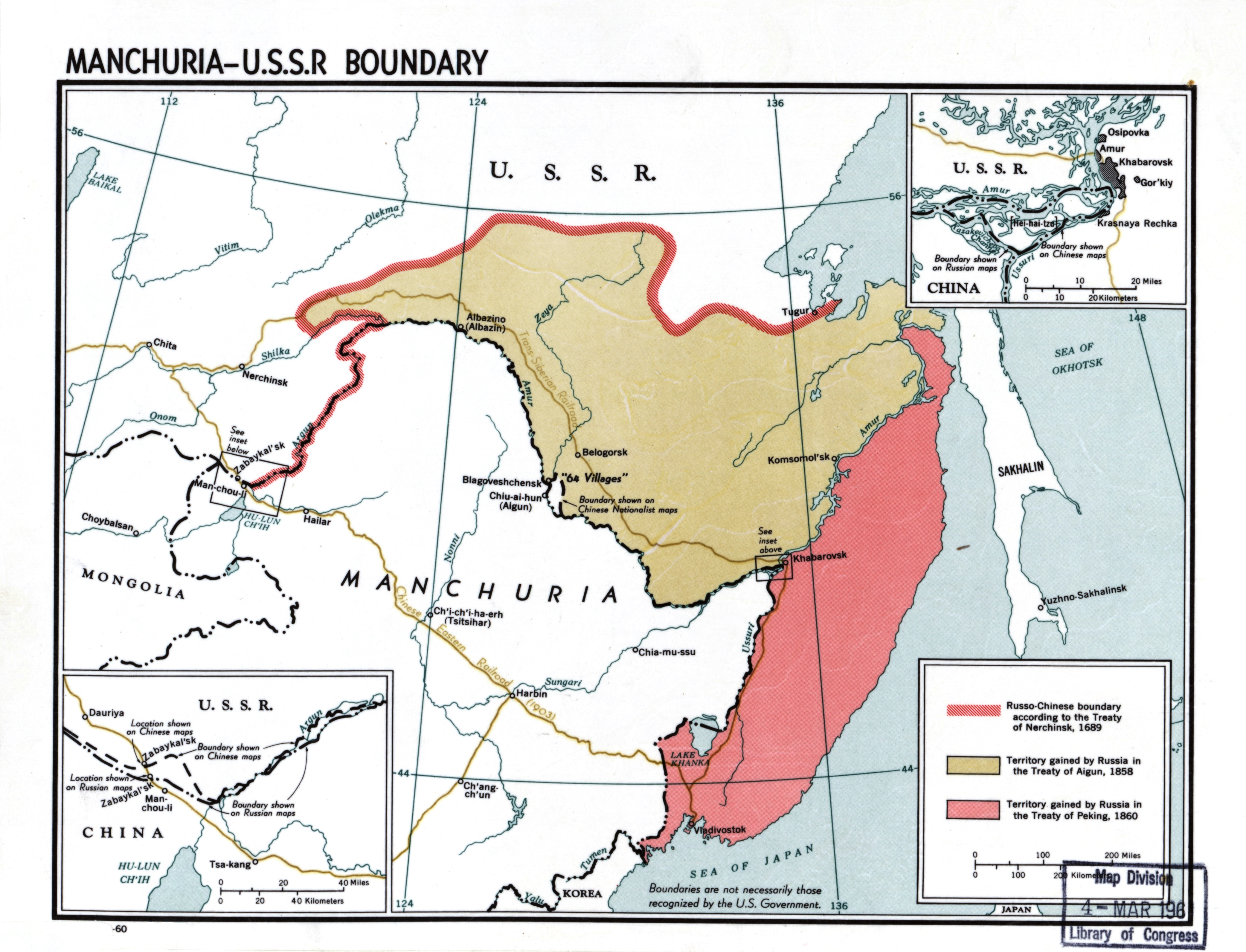
太赤線がネルチンスク条約（1689年）の清露国境、きつね色部分はアイグン条約（1858年）のロシア獲得地域、桃色部分は北京条約（1860年）のロシア獲得地域である

12世紀から13世紀にかけて、ナナイの人びとの居住域は漢族ないし満族（女真）の支配する領域であり、被服や冬季の移動式住居、宝飾品などの面で両民族の影響を受けた。世界帝国を築いたモンゴル人との接触もあった。ロシア帝国のコサックの軍隊がアムール川流域に現れたのは1640年代のことで、1649年、ハバロフスクの名の由来となったエロフェイ・ハバロフがヤクーツク方面から当地方を訪れ、探検した。1689年に清露間でネルチンスク条約が締結されると、ロシア人はアムール地方を去り、満族の建てた大清帝国がこの地を管掌し、地域住民に税金を課すことを再び試みた。清国人は一定程度の成功を収めたが、ナナイ人と並んで多くの清朝本土の農民が入植した地に限られた。その後、清露間の国境は、1858年のアイグン条約によってロシアがアムール川左岸地域の領有とアムール川航行権を獲得し、1860年の北京条約ではウスリー川以東の外満洲（現、ロシア沿海州）の領有も清に認めさせたことで変化した。これにより、ナナイの居住域の多くがロシアの領土となり、帝国ロシアによる本格的な植民地化が始まった。ロシア人はナナイ人を伝統的な漁場から排除しようとしたため、ナナイの人びとは直接的な打撃を受け、またナナイ人内で行われていた物々交換の崩壊はいっそう加速された。20世紀初頭に至ると、ナナイの人びとの経済は商業的なものになった。先住民のなかから富商や起業家も現れた一方、ナナイ人の経済は近隣のアムール川下流諸民族の経済にくらべ、立ち遅れがめだった。その理由の一つとして、ロシアの水産加工業が、未だこの地に形成されていなかったことが挙げられる。伝統的なナナイ経済は、アムール川渓谷部での漁撈と、その支流における狩猟という2つの生業に支えられており、両者とも魚類の遡上や獣の移動などのため移動生活をともなうものであった。一方、清国内に残ったナナイの居住域もあり、民族は分断された。
ロシアにおけるナナイ人は、1917年以降のロシア革命で大きな変貌を遂げた。ナナイ人の広範な社会主義化は1924年に極東革命委員会内に先住民族の部署が設立されたことで始まった。1926年から1928年にかけて、ソビエト連邦の国家領域が画定されたとき、ナナイスク地区も誕生した（ただし、実際にはナナイ人は当該地区を越えて広範囲に生活している）。最初のコルホーズは1930年に設立され、人口が狭小な集落に集中することで集団化が進行した。集団化と都市への集住はナナイ人に民族としてのまとまりとアイデンティティ形成を育んだ。この時期は、ナナイ語の書き言葉が考案されて正書法が確立し、保育所や小学校低学年でのナナイ語教育も始まった（ロシア語教育は低学年を過ぎてから開始された）。しかし、第二次世界大戦がはじまるとナナイ語教育は中止され、1970年代後半まで再開されなかった。

## 生業と生活文化

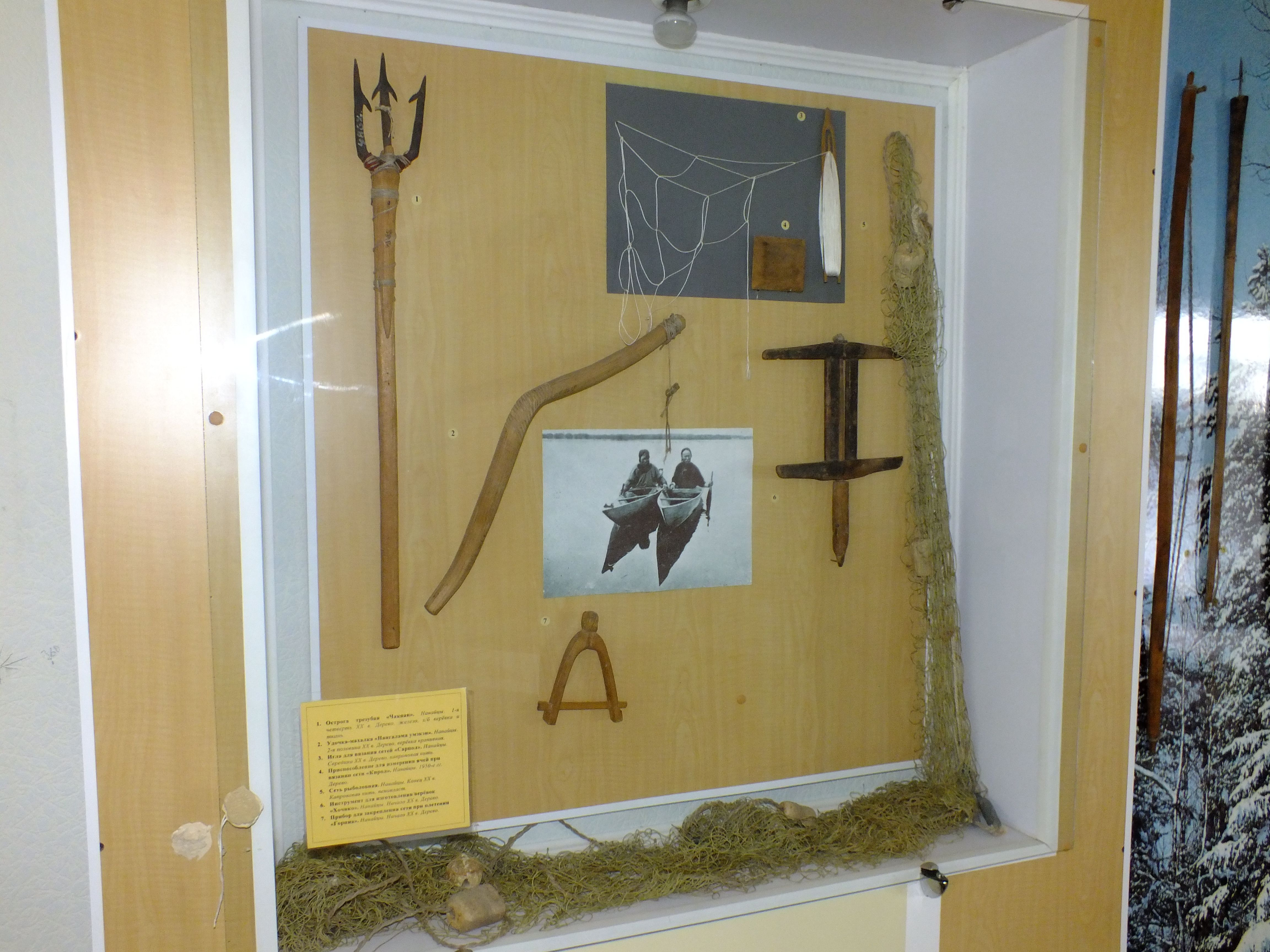
ナナイの漁具（シカチ・アリャン博物館所蔵）

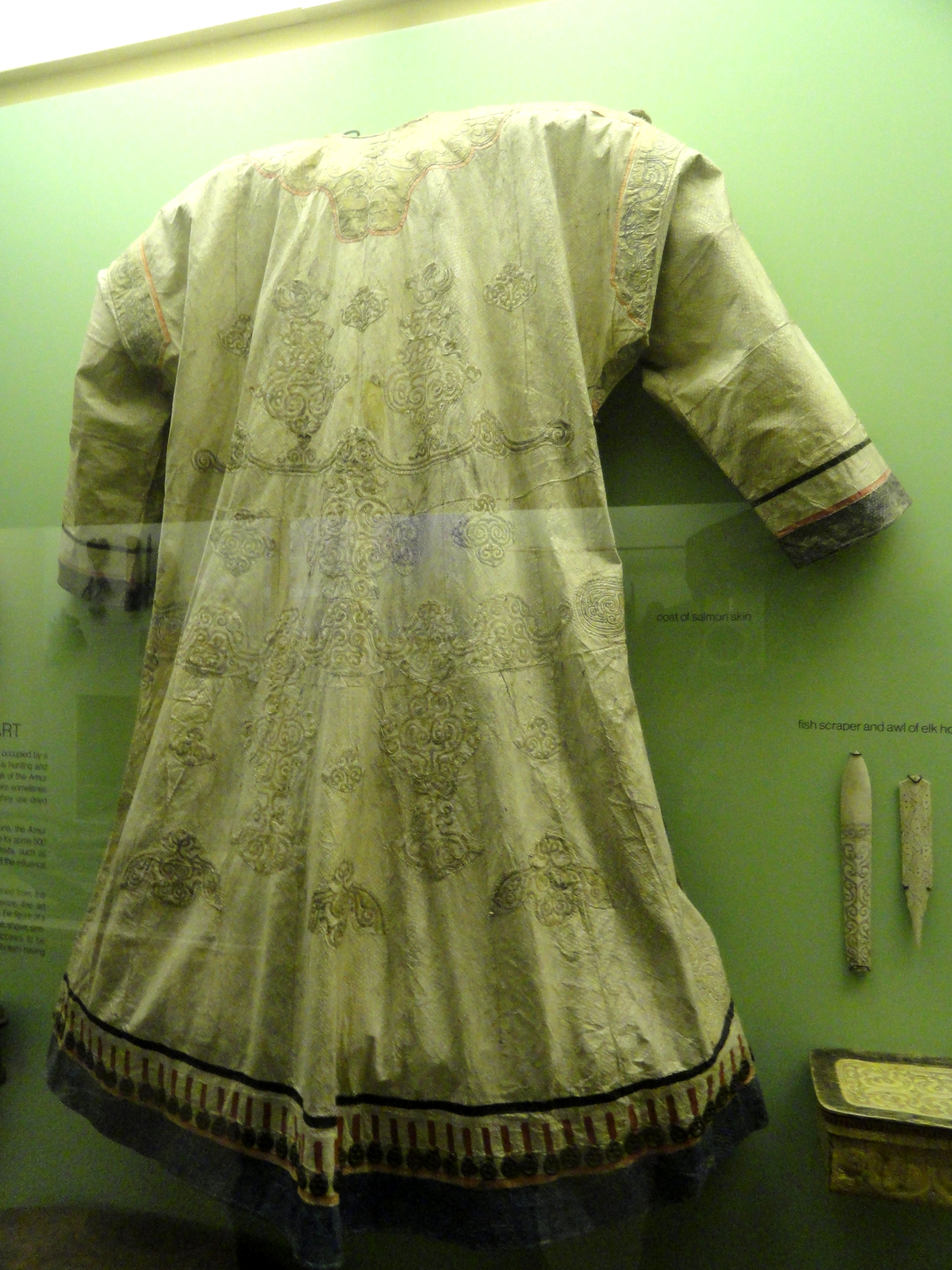
ナナイ人の作ったサケ皮のコート（アメリカ自然史博物館所蔵）

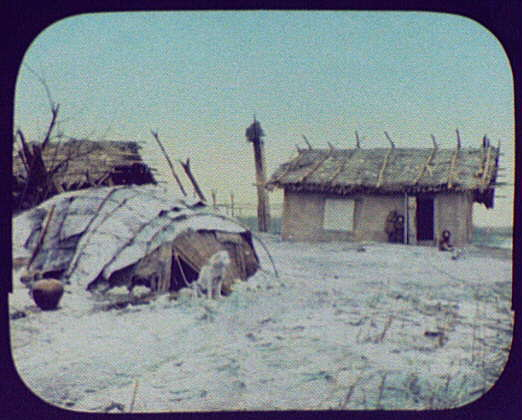
ハバロフスク北方のナナイの集落と半地下式住居（1895）

### 生業と移動手段
旧ソビエト連邦の民族学者、M・G・レヴィンとN・N・チェボクサロフは革命前の極東・シベリアの諸民族を、
1. 海獣狩猟民
2. トナカイ飼養民
3. 大河流域の漁撈民
4. タイガ（針葉樹林帯）の漁狩猟民
5. タイガの狩猟・トナカイ飼養民

の5つに分類したが、ナナイは3.の漁撈民に含まれる。
ナナイの主な生業は、河川でのサケ・マス漁などの漁撈であり、中国ではキャビア採取のためなどのチョウザメ漁も行う。居住地は魚の豊富な大河や湖の沿岸、ないし河川の河口部である。また、河川の凍結する冬季には森林での狩猟も生業としてきた。狩猟は毛皮目的が主であった。植物の採集も生業の重要な一半を占めており、春から夏にかけてセリの類を採集して食用とし、イラクサやヤナギなど繊維を採取するための草木も採集した。白樺樹皮の工芸でも知られる。夏季と冬季では集落と住居が異なり、そのどちらも定住的な生活の場である。
移動・運搬の手段はスキーや犬ぞりであった。シベリア・極東地方の犬ぞりは、その構造や形状により、東シベリア型、アムール=サハリン型、チュクチ=カムチャツカ型、西シベリア型、北西シベリア型の5つに分類される。ナナイ人の犬ぞりはアムール=サハリン型に属し、木組みで骨格を造り、長さ2.5メートル、高さ40センチメートル、幅50センチメートルほどの船形にし、上部にはヤナギの木を組み合わせて作った座席・荷台を設けたものである。そりを引くイヌは5匹である場合が多く、そのうちの1匹がリーダーとなって先頭になり、残りはそれに付いていくかたちで進む。
漢人や満洲人から学んだとされる金属加工の技術に優れ、ウリチ人やニヴフ人、さらには満人の間でも、ナナイの金属加工は有名だった。ナナイの装飾芸術はきわめて発達しており、高い装飾性で知られた。また、彼らの彩色画はしばしば宗教的な意味を有し、中国の染料を用いたシャーマンの道具、織物、紙細工などは高い独創性を備えていた。
ナナイはかつて、中国、ロシア、日本など広範囲での交易にもたずさわったこともあったが、今日では、その生活の一部が観光化されている。

### 衣食住と生活文化
ナナイは、かつてサケ・マスなどの皮から春から秋にかけての普段着（魚皮衣）や靴をつくったため、漢民族から魚皮韃子（ユイピーダーズ）・魚皮套子（ユイピータオズ）と称された。また、婚礼の衣装として華麗な刺繍を施した魚皮衣もつくられてきた。今日では魚皮衣は嫁入り道具として、あるいは博物館等への出品のためにつくられるだけで、日常的に着用する衣服ではなくなってきている。
漁撈が代表的な生業であるため、食生活は魚食が中心である。男たちが漁撈で得たサケ・マスは女たちによって干し魚にされ、これはユコラと呼ばれた。ユコラは米飯やパンに相当するナナイの主食で、頭や骨の部位を干したものはイヌの餌となった。また、アイヌ料理のルイベやヤクート料理のストロガニナに似た凍魚も好んで食べられた。凍魚は、かつては調味料や香辛料を用いずにそのまま食べていたが、現在では生の魚肉を酢・醤油・唐辛子などの調味料・香辛料で味付けして食べることが増えたという。上アムールのナナイ人は、中国人から穀物栽培等を学び、下流の諸民族よりも穀物、野菜、豚肉を多く入手し、食生活に役立てた。
伝統的な住居は、河川の近くに穴を掘り、白樺樹皮や木材を用いて独特の半円形の家屋をつくって夏季の住まいとし、冬季には狩猟に適する場所に半地下式の住居が用いられた。冬は、中国のファンザに似た小枝と粘土で建てられた家屋も使用され、2〜4つの粘土ストーブからの煙が寝台（カン）の下を通過し、家の横に取り付けた木製の高い煙突を通って煙出しをした。ロシア人はナナイ人に丸太小屋を建てるよう勧めた。現在、伝統的なナナイの住居は生業のために臨時に用いられるだけで、普段の住居はロシア人や漢人など周辺民族のものと変わらない。
女性の髪飾り、男性の額を剃って髪を辮髪にまとめる習俗などは、満洲人や漢人の影響を受けている。
ハバロフスクの北75キロメートルにあるシカチ・アリャンにはナナイ人の民族博物館があり、伝統的な衣装や漁の道具が展示されている。

## 宗教・精神生活

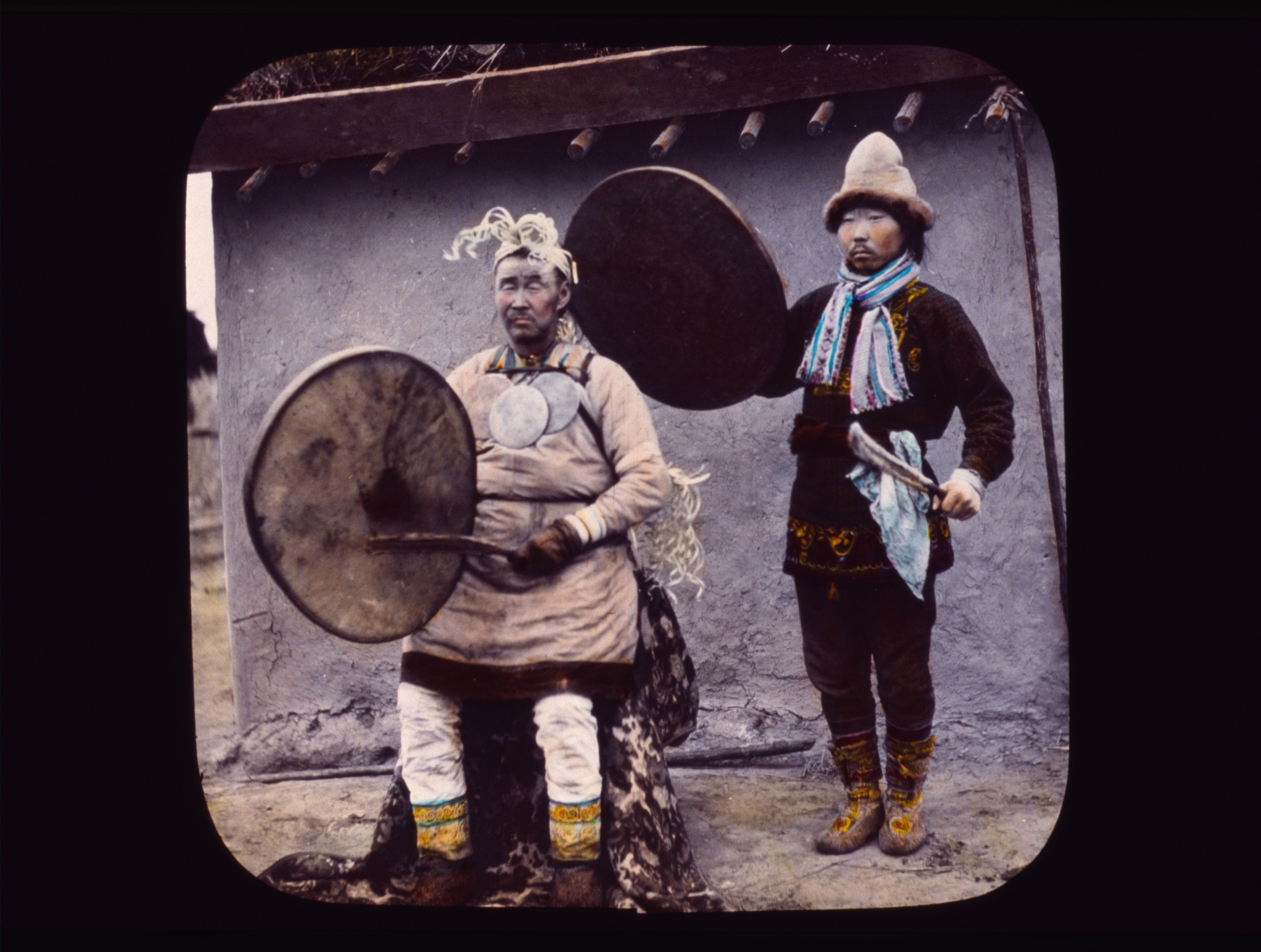
ナナイのシャーマン（1895）

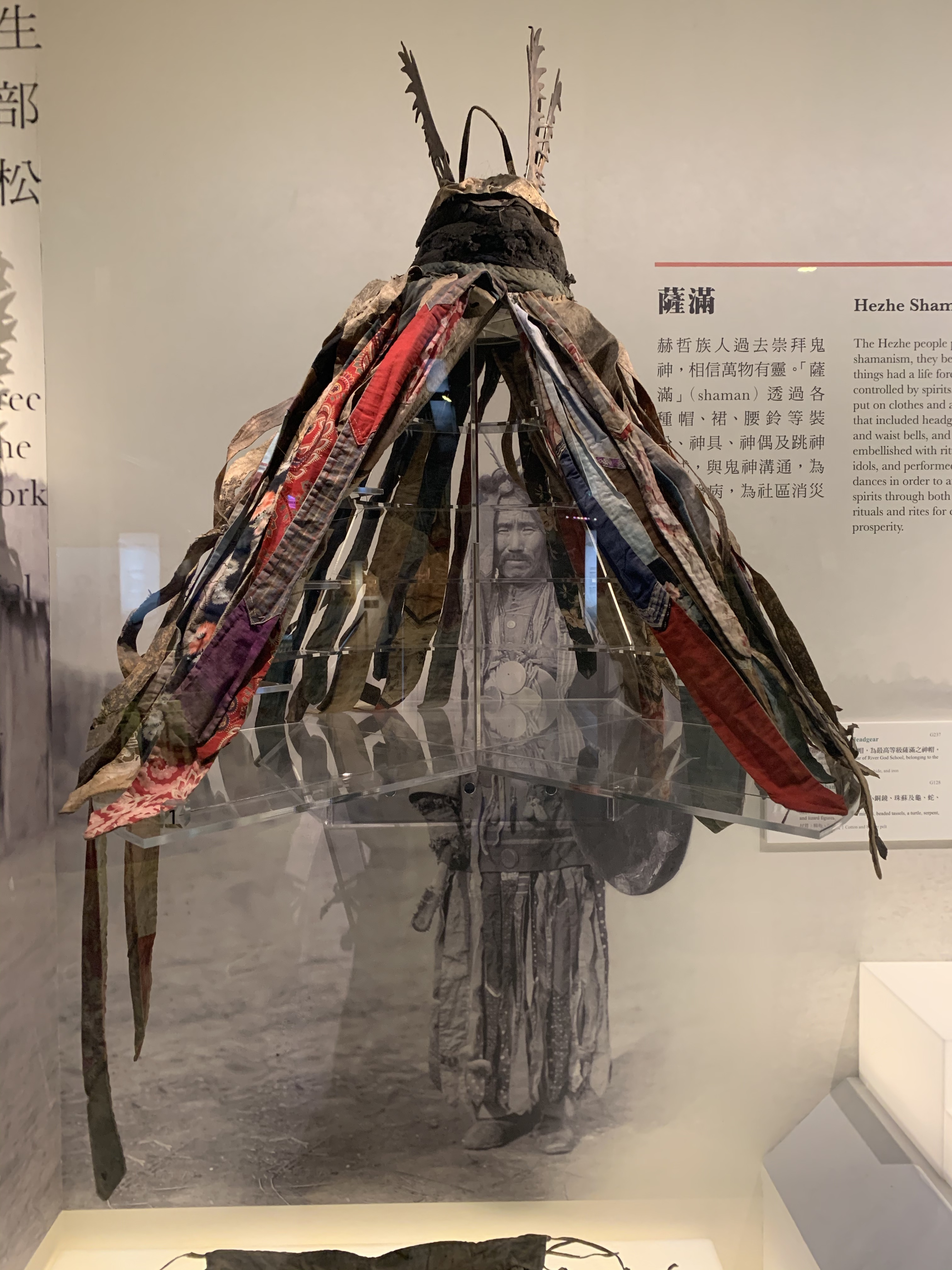
ホジェンのシャーマンのかぶりもの（中国）

ナナイ人は、クマやトラに対し、これを人びとの保護者として尊敬を捧げてきた。彼らは太陽、月、山、水、木の精霊（セオン）を崇拝し、また、火などの無生物にも精霊が宿るという宗教観をもっていた。その信仰はシャーマニズム（巫俗）で、シャーマンは神に祈りを捧げることで、悪霊（ブセウ）を追い出す力を持っていると考えていた。

### シャーマン
シャーマンは、透視力はじめ超自然的な能力の数々を有しており、善霊や悪霊を操る驚異的な力を具備した人格として、ナナイの人びとから恐れられ、特別な尊崇を受けていた。ナナイでは、宇宙はさまざまな精霊や悪霊に満ちていて、シャーマンはこれら神霊と直接交渉して、不妊の婦人に子どもを授けたり、災厄や疾病の原因となる悪霊と対決してこれに打ち勝ち、原因を除去するという特別に強靭な霊魂をもつ存在と信じられた。シャーマンは踊り、手太鼓を打ち、シャーマン服に取り付けた金属板を鳴らしながら叫び歌うことで自身や信者を忘我の状態に導き、それによってシャーマンの霊が神霊の世界へと飛んで神霊と交渉し、神霊が彼に憑依して神がかり状態のなかで、シャーマンの口から神の意思が告げられるのである。
ナナイでは、シャーマンでなくても病気の原因をつきとめ、その悪霊を木製の人形（木偶）のなかに封じ込めることのできる者がいることを認めてはいた。しかし、死者の霊魂を死後の世界「ブニ（Buni）」に送り届ける役割（後述）は、小シャーマンではなく、特別な装束をゆるされた大シャーマンでなければならないと考えられていた。

### 死生観と葬送
ナナイでは、身体は魂の外殻に過ぎないので、人が死んでも魂は生き残ると観念されていた。そして、ひとりひとりが魂と精神の両方を持っているとされ、死ぬとそれらが分かたれると考えられた。人の精神は、その死後、悪意を持って生きている親戚に害をなすものとされた。時間が経つにつれ、悪い精神は飼いならされて礼拝が可能になるが、そうでなければ悪霊を追い出す特別な儀式が必要となる。
死後、故人の魂は「ラチャコ」と呼ばれる布製の一時的な避難所に7日間入れられ、その後「パヨ」と呼ばれる木偶に移され、最終的な葬送の儀式までそのまま保管される。「パヨ」はその間、あたかも生きている人のように世話される。死者の最終的な儀式（葬儀）はカサ・トヴァリ（kasa tavori）と呼ばれ、3日間続く。その間多くの宴席が設けられ、故人の魂を他界（ブニ）へ送る旅の準備が行われる。葬儀の最終日、ムグデフ（mugdeh）と呼ばれる故人とほぼ等身大の人形に魂が移される。人形は、死後の世界に向かうための犬ぞりに乗せられるが、出発前にシャーマンにより家族に遺言が伝えられる。「ブニ」は、この地上世界と変わらないが、より豊穣で極楽のような場所と考えられている。しかし、そこへ至る道程は困難さをともない、死者の霊魂はシャーマンの助けを得なければ到着することはかなわないものとされた。儀式の後、シャーマンは犬ぞりで危険な「ブニ」への旅に出るが、この旅はその日没までに終わらせなければ、シャーマンの命も失うことになると信じられていた。
なお、故人が1歳未満の乳児の場合は、その魂は人でなく鳥と考えて埋葬は行わず、樺の樹皮にくるまれて森のなかに置かれた。

### 神話・伝承

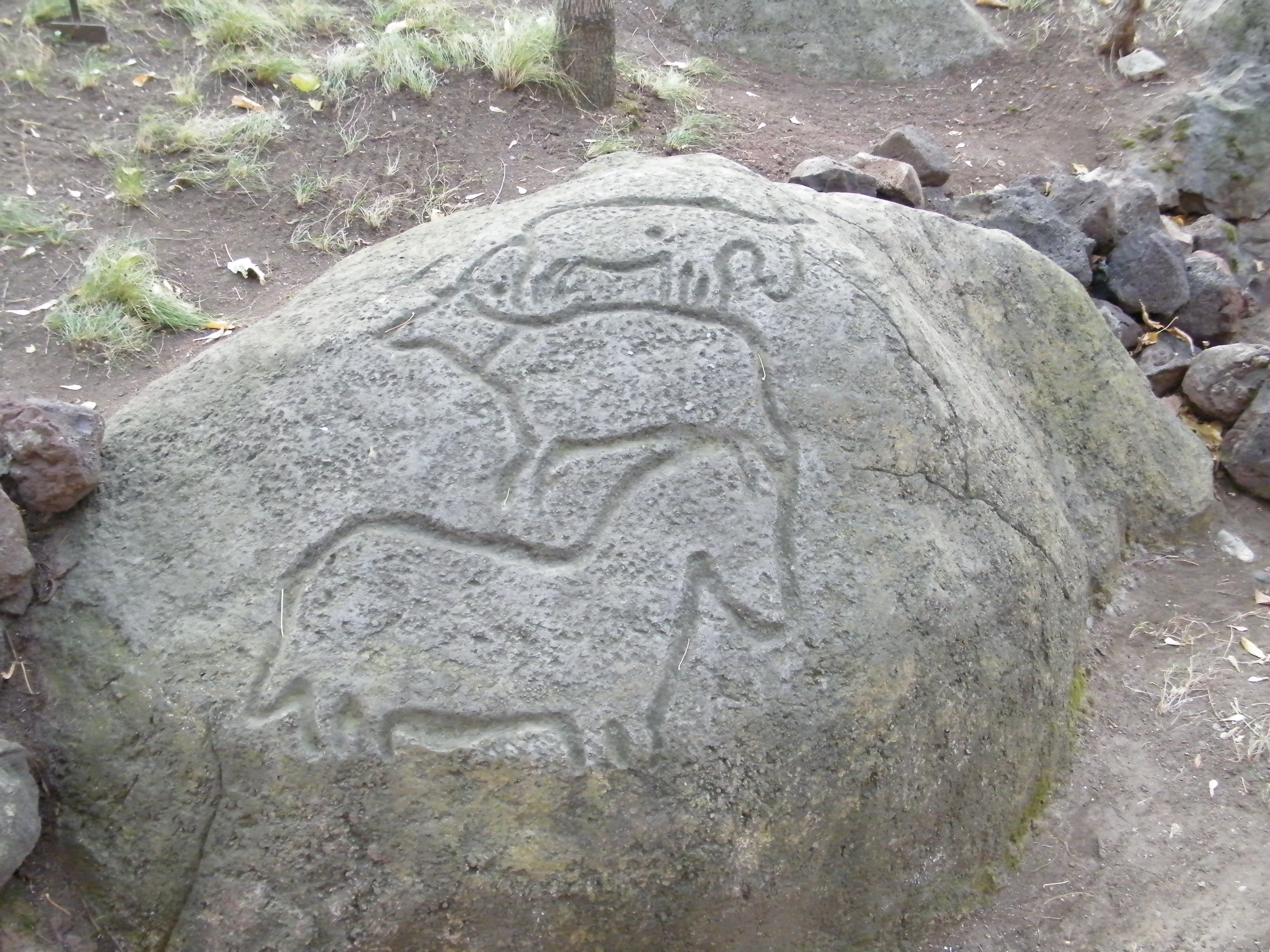
シカチ・アリャンの岩絵

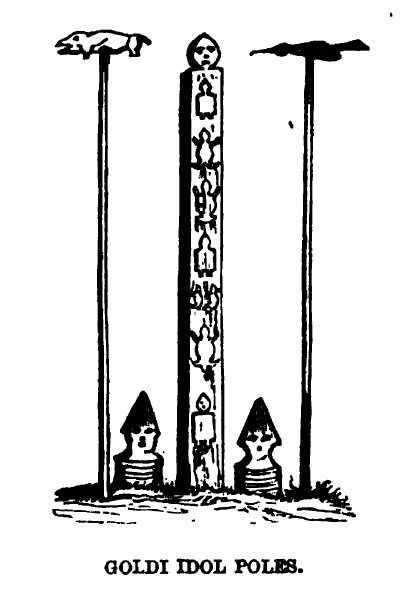
ナナイのトーテムポール（1854-60、リヒャルト・マークによる筆写）

ナナイの神話によれば、原初、太陽は3個あり、世界は混沌としていた。ハダウ（ハドー）という創造神が太陽征伐にあたり、混沌世界に秩序をもたらし、人間や生き物を創造した。また、原初世界は水ばかりで大地はなかったが、水鳥がもぐり、水底から土をすくい上げ、それがもとになって大地が形成されたと伝えている。ナナイでは、アムール川地域の考古資料として知られる「岩絵」（ペトログラフ）が、複数の太陽のために岩がまだ粘土のように軟らかだった時代に人びとが描いたものだという伝承ものこっている。そして、こうしてつくられた大地は最初平坦だったが、大蛇が川の谷間を掘り起こして起伏が生じたと伝えている。
生き残った最初の人間は兄妹であったが夫婦となって、人びとの死体の処理について相談するが、2人とも年寄りなので、死体を全部葬れるか心配して床についた。夫は百人の人がかかっても抱えきれないほどの大木の夢を見た。その樹皮は蛆虫で、根は巨大な蛇、葉は丸い金属製の鏡で、花は鈴だった。そのこずえには無数の金属製の角があった。目を覚ました老人は妻に内緒で、この大樹を探しだし、弓矢で角と鏡と鈴を撃ち落として家に持ち帰って寝台の下に隠して寝た。そうすると夢枕に白っぽい老人が現れ、煙突の穴を空けるよう命じた。そうすれば、角と鏡と鈴は1組老人の手元に残り、それ以外のものは穴から飛び出して大シャーマンにふさわしい者を見つけるだろうと宣した。こうして複数の大シャーマンが立ち現れ、死者を弔った。これらの道具は実際のシャーマンの道具として伝承されており、神話学者には、これらを着用して大樹（世界樹）に扮することでシャーマンは自然界との仲介者になったのではないかと考える学者もいる。
英雄叙事詩の分野では、英雄メルゲン（マルゴ）、女英雄プヂを主人公とする口承が伝わっており、チュクチ・モンゴル的な特徴が認められる。ウリチ人やオロチ人にも同様の影響関係がみとめられるが、ニヴフやアイヌの英雄叙事詩はこれらとは性格を異にしている。一方、上述の創世神話にはチュクチ・モンゴル的要素は認められない。
特に豊富かつ複雑で、生活の中でも重要な地位を占めている叙事詩として、イマカンが挙げられる。2011年、中国のホジェン人のイマカンの語り部はユネスコの無形文化遺産の緊急保護リストに登録された。

## 現代ナナイ社会の課題
現代のナナイ社会がかかえる課題の第一は、環境問題である。ナナイ集落に近接して多くの新興都市・産業都市があり、鉄道もこの地域を走っている。1858年に建設されたハバロフスク、より最近の入植地コムソモリスク・ナ・アムーレはじめ、ナナイ人の5パーセントが都市部に移住している。かつてのコルホーズは、収益性の高い農耕・牧畜に適応しており、アムール川の豊富な水産資源が失われたことを考慮すれば、これは、ナナイが進むべき方向性も示していた。放置されてしまった河川は、その水質汚濁によって魚類の数が激減し、生業であった漁撈がますます衰亡し、実際には河川そのものが災厄の瀬戸際にある。1989年時点で、コムソモリスク付近のアムール川の水には、許容量の13倍のフェノール、5倍の石油製品、40倍の銅が含まれていた。

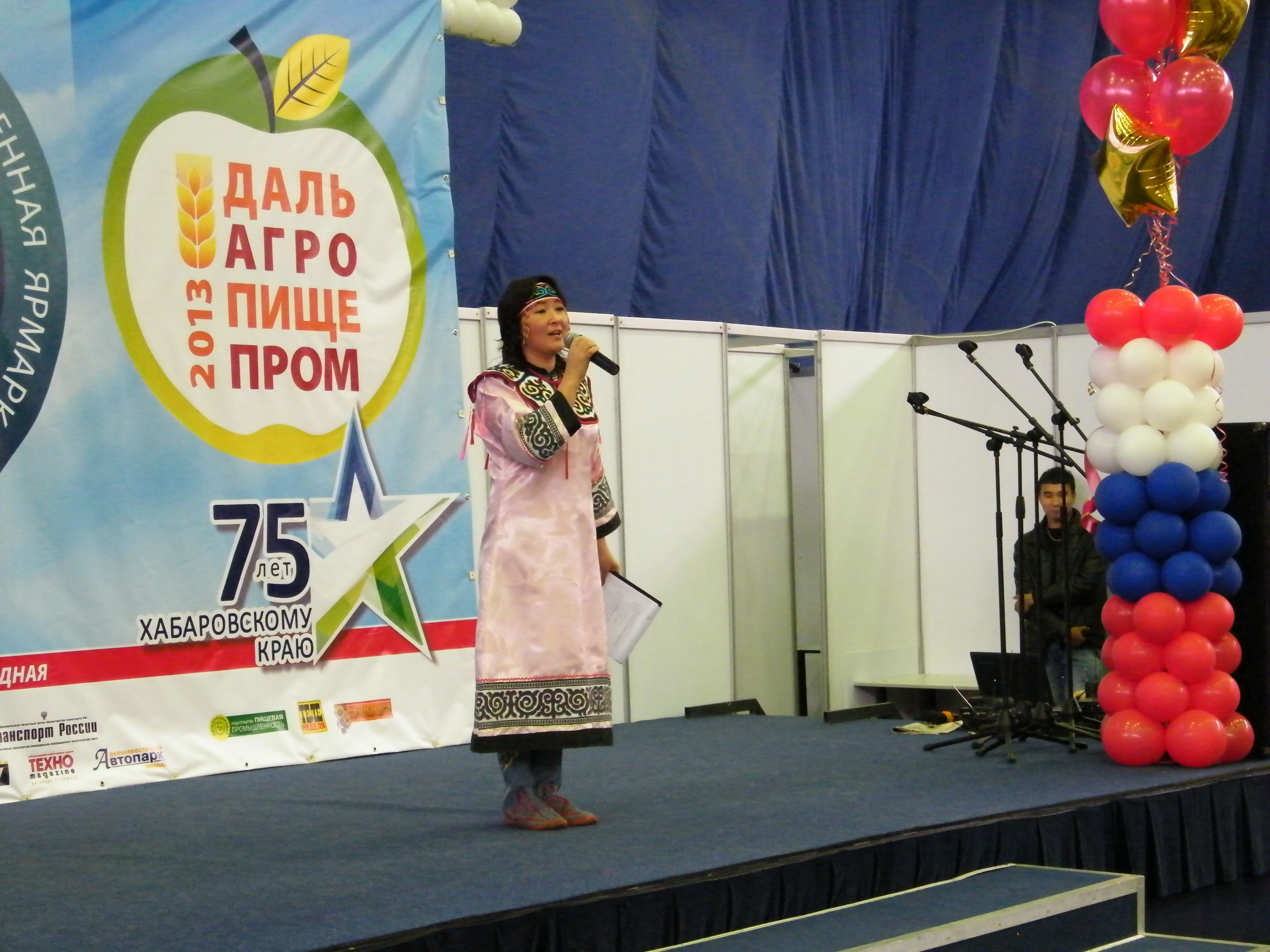
ナナイの歌手（2013、ハバロフスク）

課題の第二は、失業と就労の問題であり、女性よりも男性の方が深刻である。ソビエト体制確立以前のナナイ社会には知識人と呼ばれる階層は存在せず、識字率もきわめて低かったので、ソ連成立当初は、教育に対して真の需要があり、民族的知識人や産業のリーダーからなる社会集団をつくる必要があった。先住民の児童・学生は州によって教育的支援を受けたが、当時は教師、文化・医療従事者、管理職の需要が非常に高かった。1960年代まで、生産にたずさわる専門職の訓練を受けたのは例外的な少数のケースであり、多くは人道的な職種の専門家に限られていた。具体的には教育専門職、医療専門職であり、その訓練者の数は全国平均のそれぞれ4倍、2.5倍を上回った。一方、文化関連を除く他の領域における訓練者数は全国平均の10分の1にすぎず、社会全体としてバランスを欠いていた。この状況は、アムール川地域の本質的な要件に反するだけでなく、青年たちの欲求や価値観にも反していた。1970年代の調査によれば、若い男性の多くは主としてエンジニアリングの専門職に関心を持っており、特にナナイの若者の間では顕著であった。男性よりもより多くの女性が人道的専門職の訓練を受けており、かくして男性の職業がほとんどない事態に陥った。ナナイ人の教育水準を近隣のロシア人の教育水準と比較すると、農村部の女性のレベルはあまり変わらないが、ナナイ人の男性はロシア人男性に遠く及ばない。全体として、ナナイの多く住む地域の農村部の教育水準はロシア人よりも低く、これがナナイ人の専門家や管理職の数がロシア人よりも少ない理由の1つとなっている。この格差は、産業分野において特に顕著であり、農村地域のナナイの産業専門家が少なからず転職を希望していることによってさらに悪化している。
第三は、ナナイの言語や伝統的文化の衰退である。ナナイ語に関しては上述のとおりであるが、ロシア化の影響は他にも及んでいる。1930年代の「アマチュア芸術運動」において、芸術家たちの一部は本当の民俗的、伝統的な楽曲を演奏した。しかし、それ以降、ロシアの標準的なクラブ活動の影響を受けると、ナナイの歌手は、いわば「学術的な」歌い方を身に着けるようになった反面、それは真の伝統音楽とは異なるものとなっていったのである。

## ナナイ出身の著名人

### デルスウ・ウザーラ

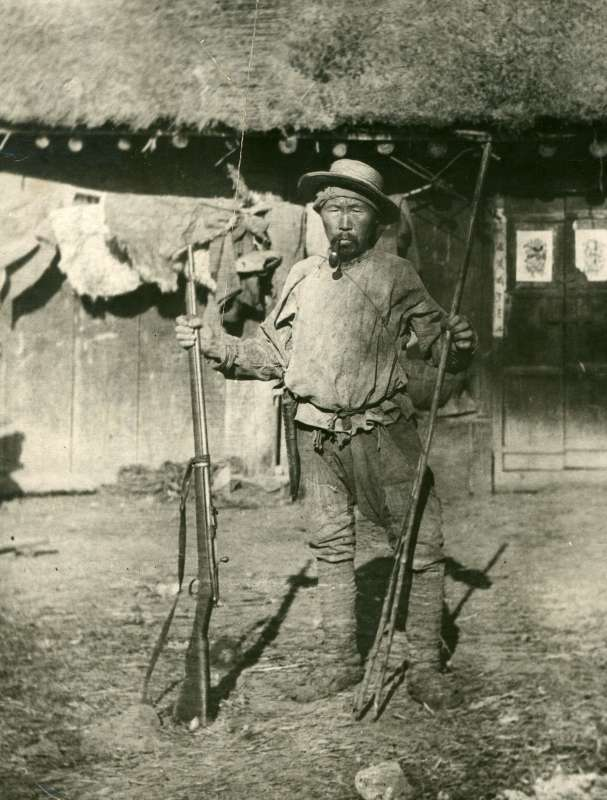
アルセーニエフのガイドを務めた猟師のデルスウ・ウザーラ（1896、アルセーニエフ撮影）

ロシア帝国の軍人であったウラジーミル・アルセーニエフは極東・シベリア地域を探検し、彼を助けた一人暮らしのナナイ（ゴリド人）の猟師デルスウ・ウザーラはアルセーニエフの信頼を得て何度か探検に同行した。1923年に出版されたアルセーニエフの探検記『デルスウ・ウザーラ』は彼を題材にしたものである。
この作品を読んで感銘を受けた映画監督の黒澤明は、1974年にソ連映画『デルス・ウザーラ』（日本公開:1975年、ソ連公開:1976年）を監督した。この作品は、第9回モスクワ国際映画祭では金賞および国際映画批評家連盟賞を受賞し、第48回アカデミー賞ではソ連代表作品として外国語映画賞を受賞した。

### 学芸分野
第二次世界大戦後、いくつかの少年文学がナナイ語に翻訳され、また、K・ガイカー、A・サマール、パッサールといったナナイ語文学者が登場し、特に、G・ホジャーによる三部作『広大なるアムール』はロシアにおいて国民的な賞を受賞した。アーティストや作曲家の活躍もみられた。ナナイのアマチュア音楽家の多くは、詩人A・サマールの歌詞に楽曲をつけて演奏しており、人気が高い。
モスクワの科学アカデミーで働くS・オネンコは、母語であるナナイ語を研究し、ナナイ語の綴りを改善する1983年のプロジェクトをまとめ、ツングース・満洲語を基礎として初等教育に母国語を教える方法を開発し、1980年代前半に2冊の辞書を出版した。

### 政治分野
1969年以降20年間、ウラジオストクのロシア極東歴史・考古・民族学研究所の研究員であったナナイの女性、イェフドキア・ゲールは1989年、ロシア連邦の最高ソビエトに選ばれ、彼女はそれ以来、数多くの辛辣な演説を行ってきた。彼女はまた、1990年にモスクワで北部少数民族会議を組織した委員会のメンバーでもあった。

## ナナイ関連画像

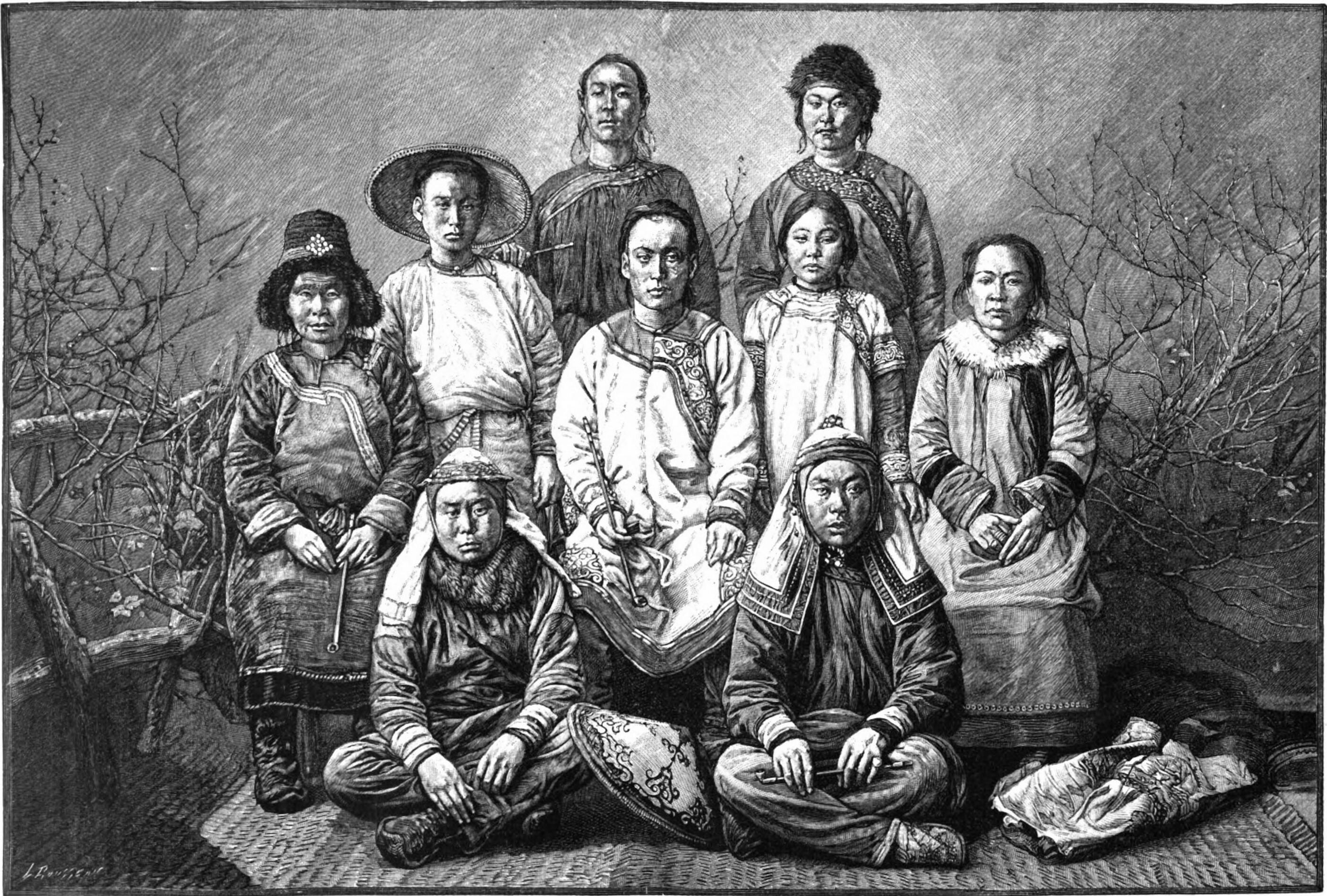
ハバロフスクでのナナイの人びと（「ル・トゥール・デュ・モンド」1894年発行）
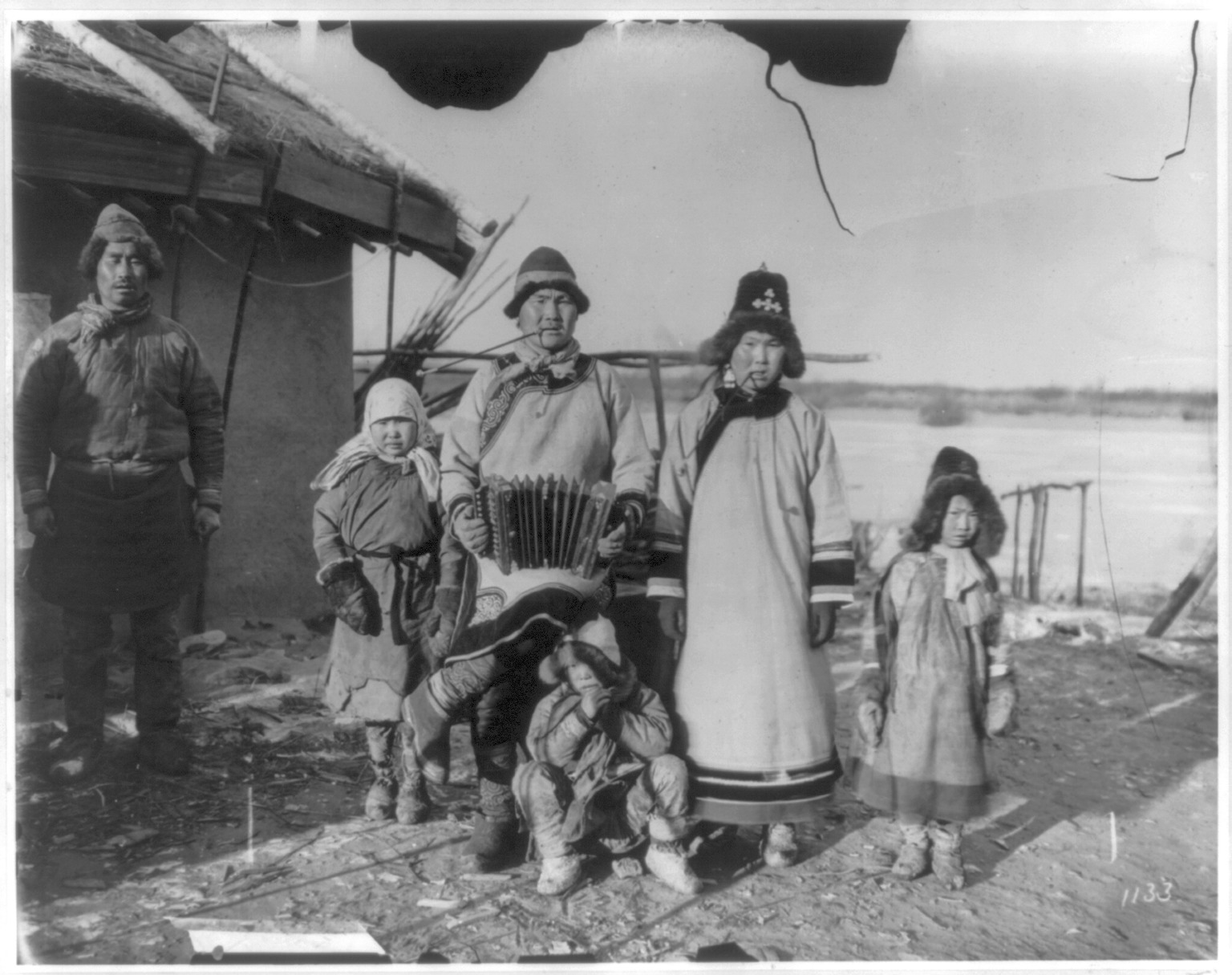
ナナイの家族（1895、ハバロフスク地方北部）
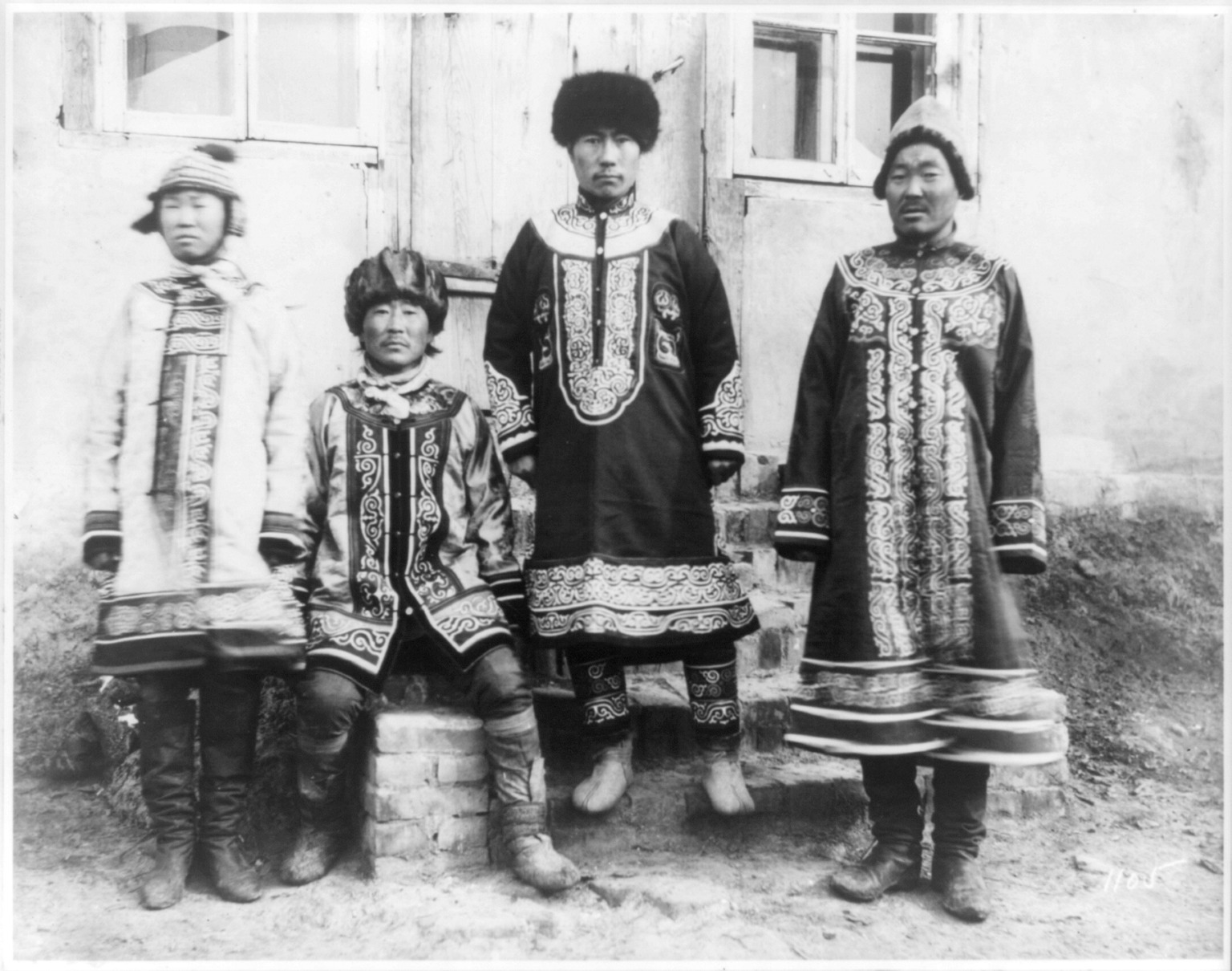
ナナイの首長一家（1895、ハバロフスク地方）
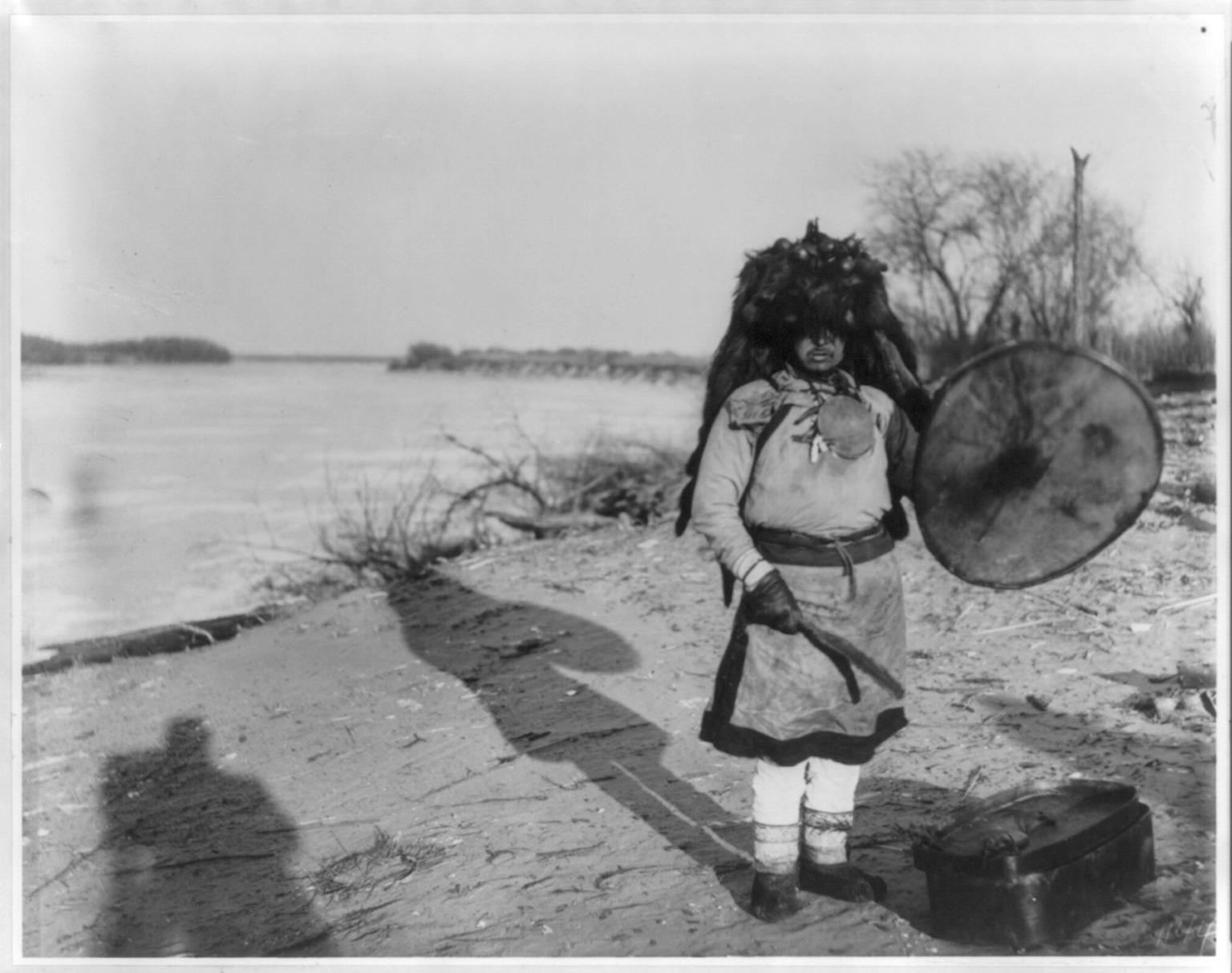
ナナイのシャーマン（1895）
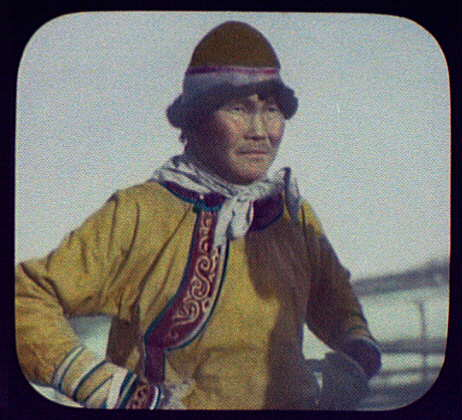
ナナイの村の首長（1895）
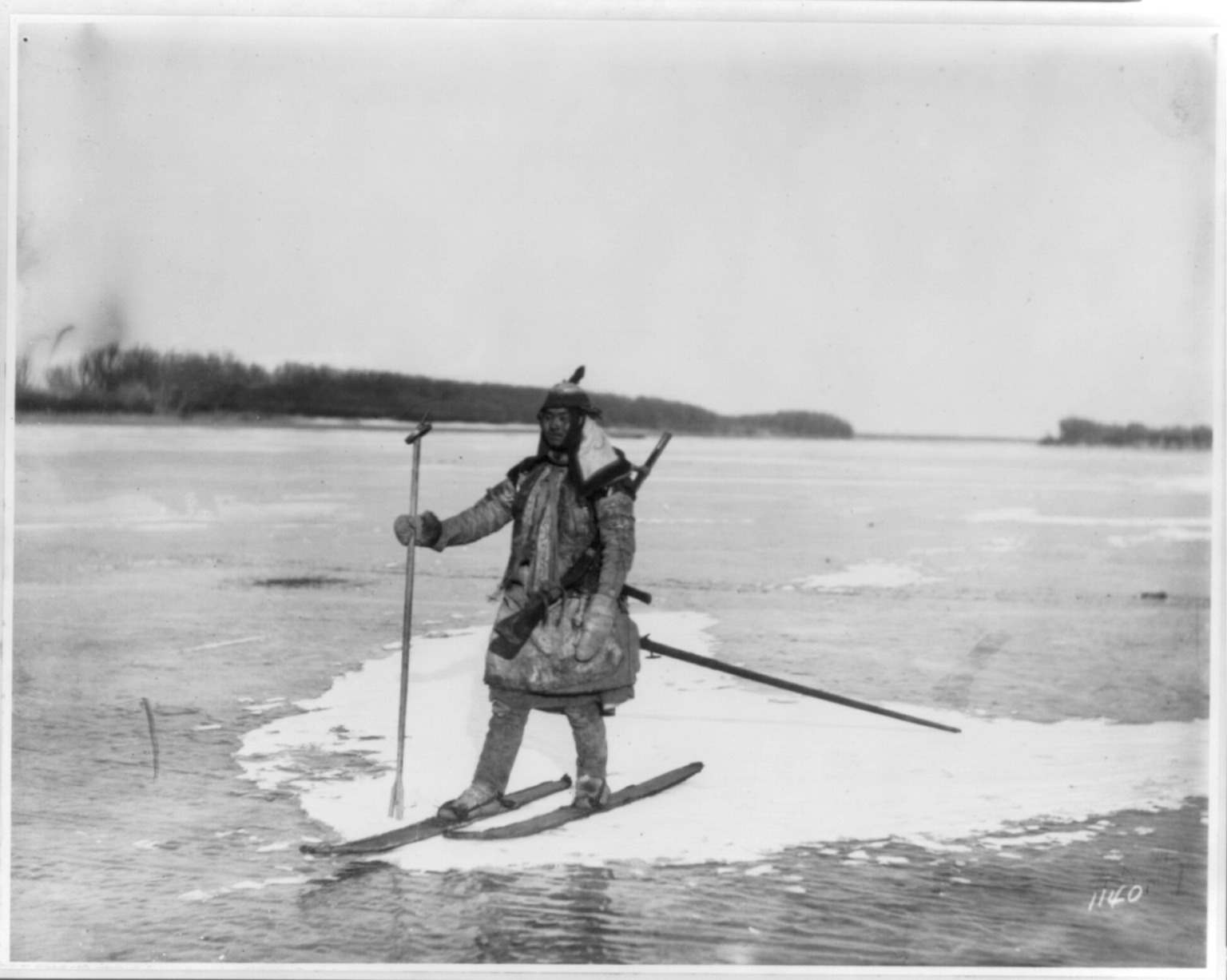
スキーをはいたナナイのハンター（1895）
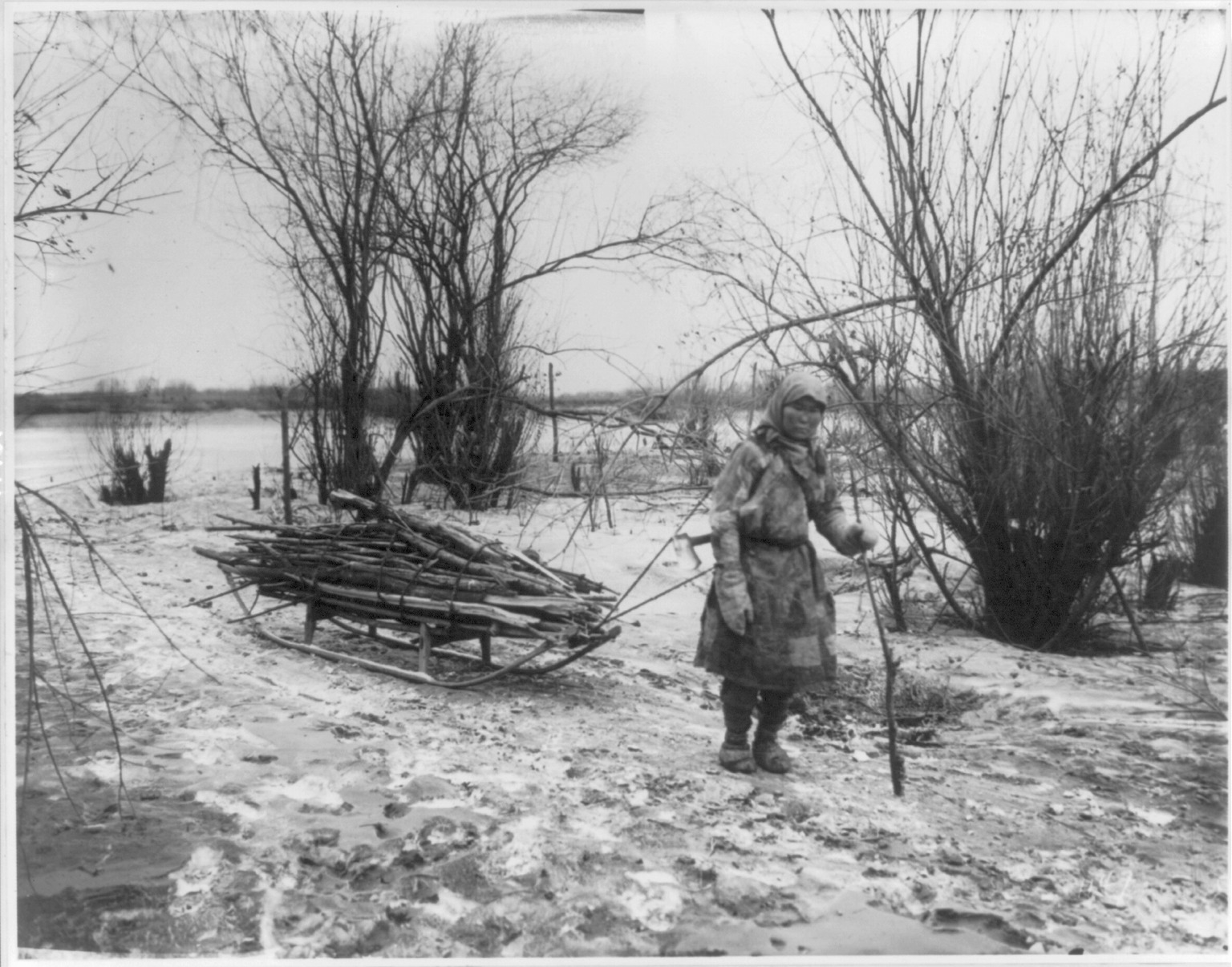
焚き木をそりで運ぶナナイ人（1895）
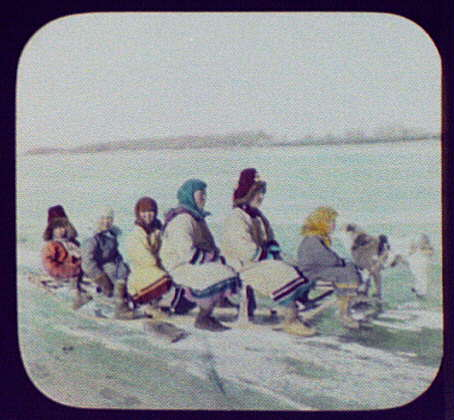
女性と子ども6人を乗せた犬ぞり（1895）

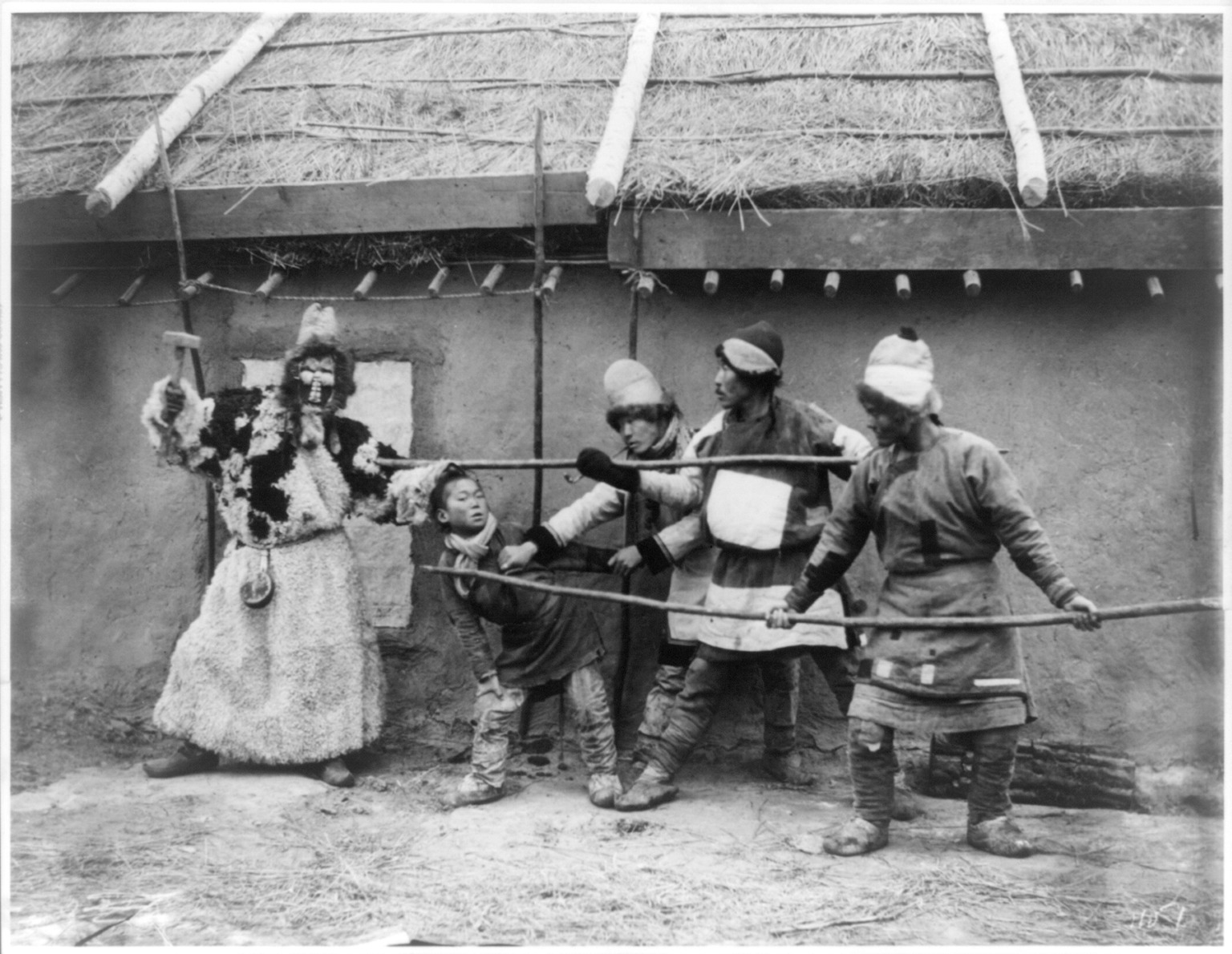
民族劇を演じるナナイの人びと（1895）
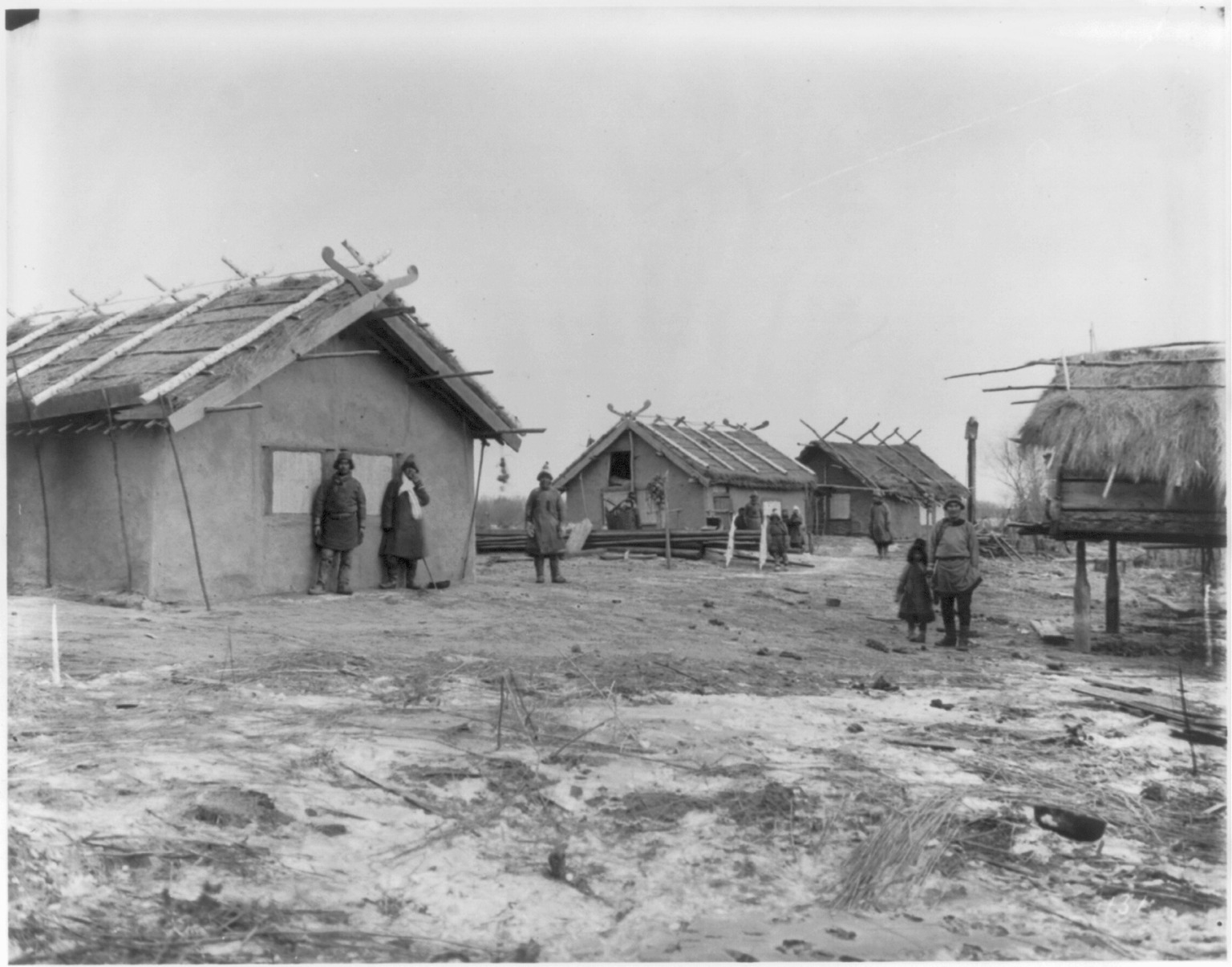
アムール川流域のナナイ集落（1895）
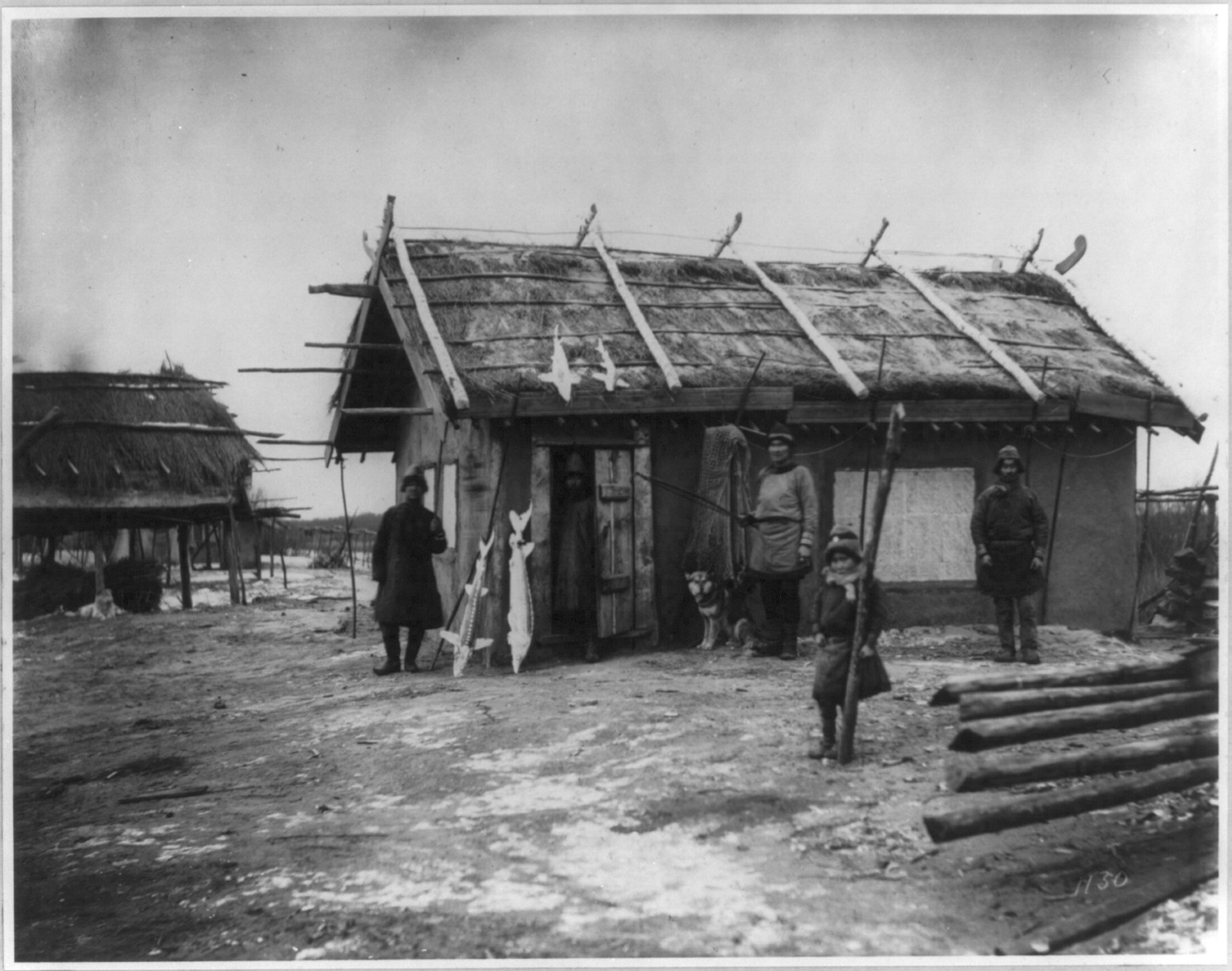
アムール川流域のナナイ集落（1895）
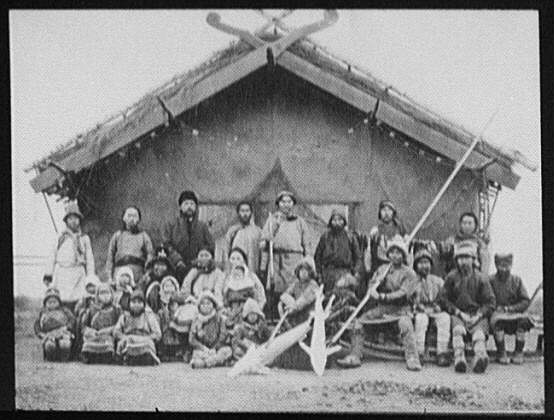
漁撈の獲物と一緒に建物の前でポーズをとったナナイの人びと（1895）
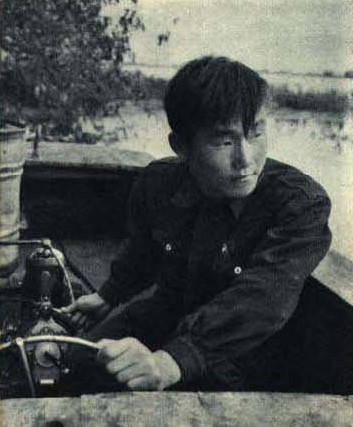
ホジェンの青年（1962、中国）
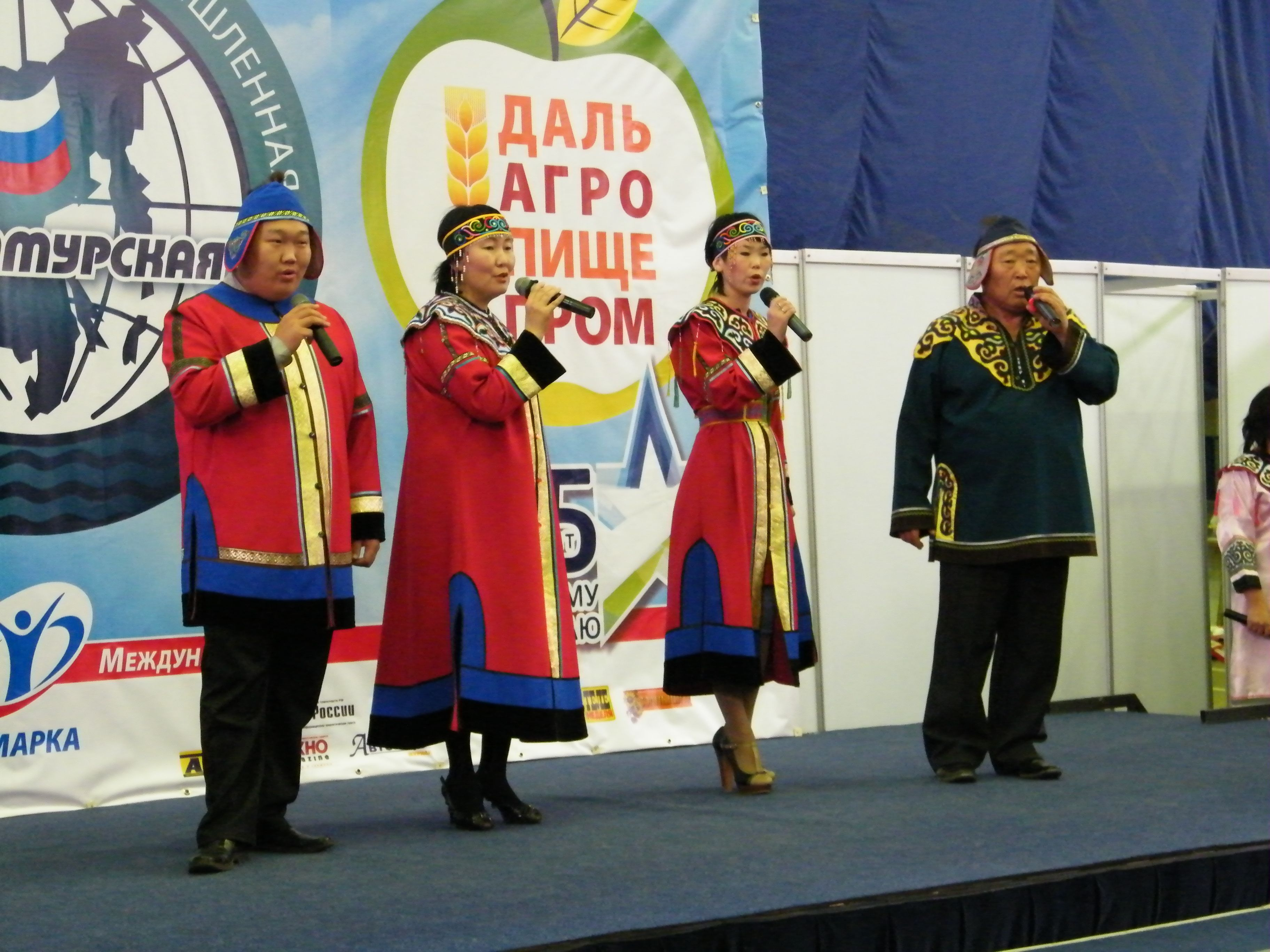
歌唱発表会でのナナイ人（2013、ハバロフスク）
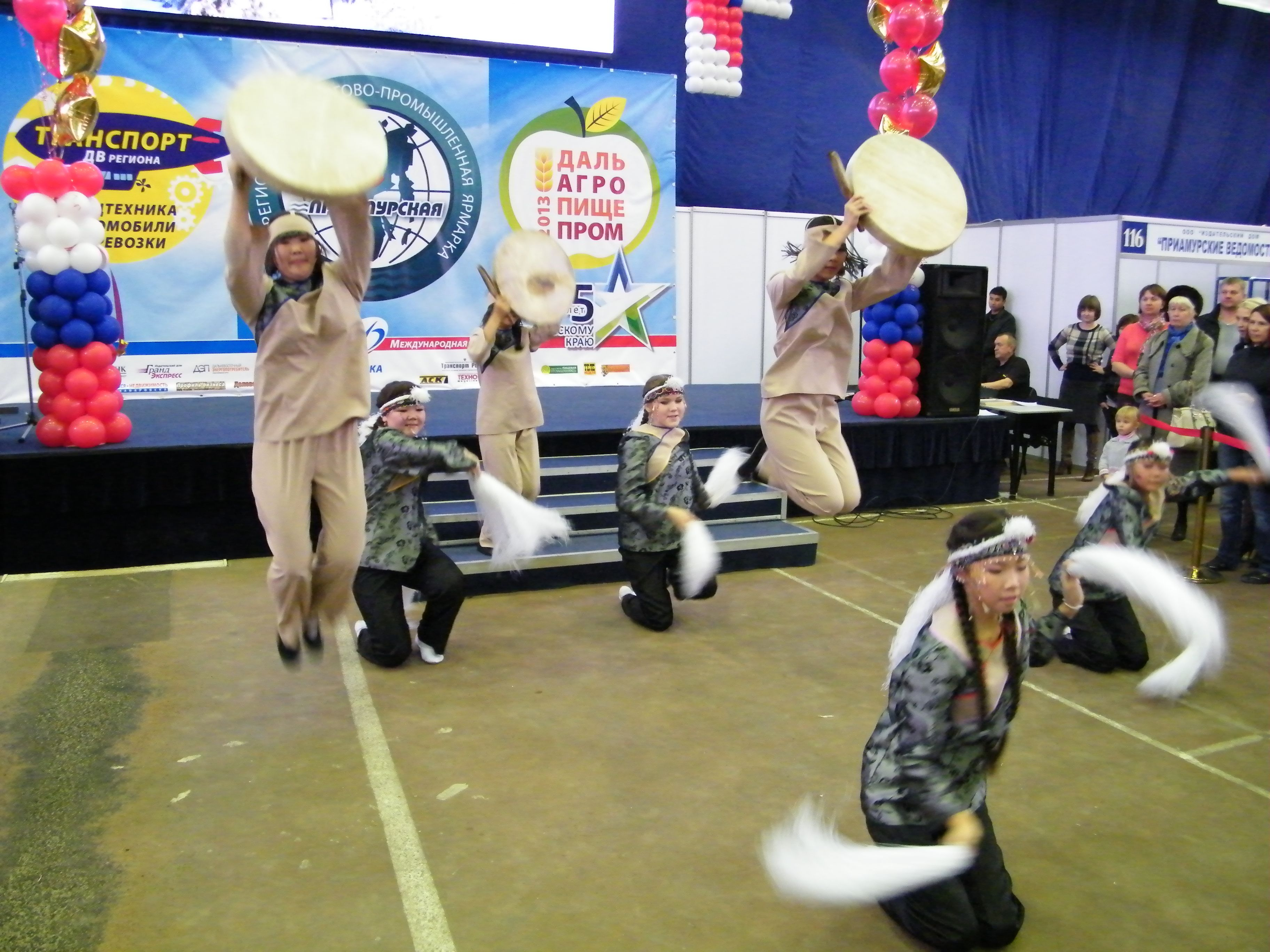
チームで踊るナナイ人（2013、ハバロフスク）
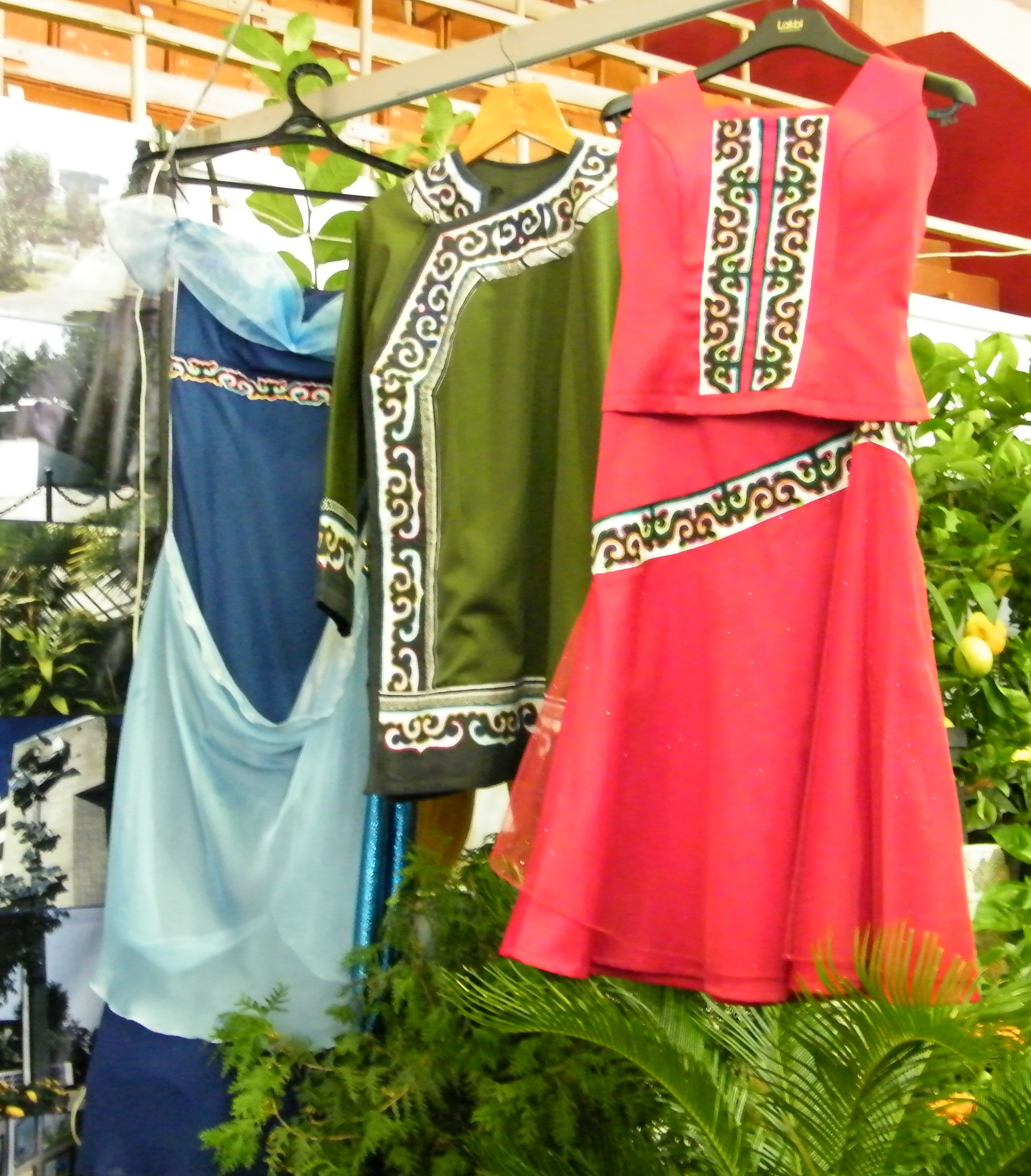
現代様式のナナイの民族衣装（2011）